# Chronologie der Kämpfe im Sudan 2023
Die Chronologie der Kämpfe im Sudan 2023 erfasst die Ereignisse der Kämpfe im Sudan 2023.

## April

### 15. April
Drei Tage nach der Mobilisierung der paramilitärischen Rapid Support Forces (RSF) kam es im ganzen Sudan zu Kämpfen. Die RSF behauptete, den Flughafen Khartum und den Präsidentenpalast in Khartum erobert zu haben. Mindestens 56 Zivilisten wurden getötet und 595 weitere verletzt, wobei auch mehrere Militärangehörige und Rebellentruppen getötet wurden. Auch mehrere ägyptische Truppen wurden von der RSF gefangen genommen.
Der Tschad schloss seine Grenze zum Sudan, während die schweren Kämpfe zwischen dem sudanesischen Militär und den Rebellen weitergingen.
Saudi-Arabien, Ägypten, die Vereinigten Arabischen Emirate, Libyen und Katar setzten alle Flugzeuge innerhalb und außerhalb des Sudan aufgrund der anhaltenden Konflikte und der Schließung mehrerer Flughäfen aus; Auch Fluggesellschaften fürchteten Angriffe auf ihre Flugzeuge, vor allem in Khartum.

### 16. April
Während der Schlacht um Khartum hat das sudanesische Militär die Kontrolle über den Präsidentenpalast und andere wichtige Regierungseinrichtungen in Khartum angeblich wiedererlangt. Das Militär sagte, der Flughafen Khartum bleibe unter der Kontrolle der Rapid Support Forces, halte sich aber mit Luftangriffen zurück, um eine Zerstörung des Flughafens zu vermeiden.

### 17. April
Der Botschafter der Europäischen Union, Aidan O’Hara, wurde in seinem Haus in Khartum angegriffen. Der Hohe Vertreter der EU für Außenpolitik, Josep Borrell, nannte den Angriff eine „grobe Verletzung der Wiener Konvention“. Ein japanischer Staatsbürger wurde der zweite ausländische Tote während der Schlacht um Khartum.
Der Sudan schloss seinen Luftraum und storniert alle Flüge in das und aus dem Land. Kenia setzte ebenfalls alle Flüge von und nach Sudan aus. China, Malaysia und die Vereinigten Staaten forderten ihre Bürger im Sudan auf, Schutz zu suchen oder das Land zu verlassen.
De-facto-Führer Abdel Fattah Burhan erklärte die Rapid Support Forces zu einer Rebellengruppe und befahl die Auflösung der Gruppe.

### 18. April
Ein US-Konvoi wurde in Khartum absichtlich angegriffen, Stunden nachdem die USA um einen gebeten hatten, um den Konflikt zu beenden.
Indien wies seine Bürger an, sofort Schutz zu suchen oder drinnen zu bleiben. Kanada schloss seine Botschaft im Sudan, rät seinen Bürgern, das Land nicht in Richtung Sudan zu verlassen, und verhängt eine Reisewarnung der Stufe 4.

### 19. April
Deutschland und Japan gaben bekannt, dass ihre Evakuierungspläne in Khartum gescheitert wären, da beide versuchten, mindestens 210 Zivilisten und Bürger aus der umkämpften Hauptstadt zu evakuieren.
Der japanische Chefkabinettssekretär Hirokazu Matsuno sagte, dass Japan ein Flugzeug der Selbstverteidigungskräfte schicken werde, um 60 japanische Staatsangehörige aus dem Sudan zu evakuieren.
Tausende sudanesischer Zivilisten überqueren die geschlossene Grenze zum Tschad als Flüchtlinge und werden festgenommen, so der tschadische Verteidigungsminister Daoud Yaya Brahim. Brahim erklärt auch, dass die Tschadische Nationalarmee ein Kontingent von 320 sudanesischen Truppen, die die Grenze überquerten, festgenommen und entwaffnet hat.
Das Vereinigte Königreich, Deutschland und Japan forderten ihre Bürger auf, Schutz zu suchen, sich zu verstecken oder sich sofort zu evakuieren, während die Kämpfe im Sudan toben.
Ägypten kündigte an, dass eines seiner Flugzeuge, eine „ägyptische MiG-29“, auf einem Luftwaffenstützpunkt in Merowe zerstört wurde. Es berichtete auch, dass einer von ihnen zusammen mit zwei fast zerstörten Flugzeugen gefangen genommen wurde.
Die libysche Nationalarmee schickt Vorräte, um die Rapid Support Forces im ganzen Land zu unterstützen.

### 20. April
Eine Lebensmittelknappheit wurde in Khartum gemeldet, nachdem mehrere Menschen Geschäfte überfielen und mehrere Vorräte, einschließlich der meisten Lebensmittel, mitgenommen hatten.
Ein amerikanischer Staatsbürger wurde in Khartum getötet und war damit der zweite bestätigte ausländische Tod.
Die Vereinigten Staaten schickten zusätzliche Truppen und Ausrüstung nach Camp Lemonnier in Dschibuti, um sich auf eine mögliche Evakuierung amerikanischer Bürger im Sudan vorzubereiten.

### 21. April
Indonesien evakuierte 43 seiner Bürger zu seiner Botschaft in Khartum, nachdem ein indonesischer Staatsbürger von einer sudanesischen Kugel erschossen wurde. Die Außenministerin Indonesiens, Retno Marsudi, sagte: „Wir werden weiterhin an den Evakuierungsvorbereitungen arbeiten und gleichzeitig auf den richtigen Zeitpunkt warten, um Menschen zu evakuieren, indem wir auch die Sicherheit der indonesischen Bürger berücksichtigen. Sicherheit hat für uns oberste Priorität“.
Ein belgischer EU-Diplomat wurde in Khartum erschossen. Der belgische Außenminister gab auch bekannt, dass sie 36 Belgier im Sudan identifiziert hatten, aber die Evakuierung wäre „keine Option“.
Thailand, Spanien, Griechenland, Frankreich, Italien, die Schweiz, Norwegen, Schweden, die Tschechische Republik und Somalia kündigten Pläne an, alle ihre Bürger oder Staatsangehörigen aus dem Sudan zu evakuieren.
Südkorea schickte zusätzliche Truppen nach Camp Lemonnier in Dschibuti, um möglicherweise Südkoreaner aus dem Sudan zu evakuieren. Die Niederlande kündigten auch Evakuierungen von Zivilisten aus dem Sudan an und entsendet zwei Flugzeuge nach Jordanien.

### 22. April
Frankreich und Saudi-Arabien haben begonnen, ihre Bürger aus dem Sudan zu evakuieren.

### 23. April
Der philippinische Präsident Bongbong Marcos kündigte an, dass die Philippinen bereit wären, alle ihre Staatsangehörigen und möglicherweise Zivilisten aus dem Sudan, in erster Linie Khartum, zu evakuieren und sich mehreren anderen Ländern anzuschließen. Das Außenministerium der Philippinen kündigte auch die Aussetzung aller Flüge in den Sudan an, um die Sicherheit seiner Bürger zu gewährleisten, und erhöhte die Warnungen auf Stufe 3, nachdem ein Filipino in Khartum von einer Kugel getroffen wurde.
Doe Außenministerien von Bangladesch und dem Oman rieten ihren Bürgern, nicht in den Sudan zu reisen und sagten entsprechende Flüge ab. Sie kündigten auch an, dass mehrere Staatsangehörige nach einer Vereinbarung nach Saudi-Arabien evakuiert wurden.
Die Vereinigten Staaten, das Vereinigte Königreich, der Irak und Deutschland evakuierten ihr Botschaftspersonal samt Angehörigen aus Khartum, nachdem die USA ihre Botschaft im Sudan geschlossen hatten.
Syrien setzte alle seine Flüge in den Sudan nach dem Tod von 11 Syrern im Land aus.
Die Türkei, Kenia, der Libanon, Syrien und Jordanien kündigten Pläne an, ihre zusammen mehr als 100.000 Bürger aus dem Sudan nach zu evakuieren.
Kanada setzte alle diplomatischen Operationen im Sudan aufgrund des anhaltenden Konflikts aus.

### 24. April
Die Schweiz setzte alle diplomatischen Operationen in ihrer Botschaft in Khartum aus.

### 25. April
Das Vereinigte Königreich begann mit einer groß angelegten Evakuierung britischer Bürger aus dem Sudan.

### 29. April
Kampfflugzeuge bombardierten Khartum. Schwere Flugabwehrartillerie war in der Stadt zu hören. Der Konflikt weitete sich in die dritte Woche aus. Die Vereinten Nationen warnten, dass der Sudan „zusammenbrechen“ würde.
Ein türkisches Evakuierungsflugzeug wurde in Khartum abgefeuert, angeblich von den Rapid Support Forces. Es wurden keine Verletzungen oder Todesfälle bestätigt.
Der ehemalige Premierminister des Sudan, Abdalla Hamdok, nannte den Konflikt in seinem Land einen „Albtraum“ und erklärte, dass der Konflikt schlimmer sein könnte als die in Syrien und Libyen.

## Mai

### 2. Mai
Die Rapid Support Forces eroberten al-Dschunaina, die Hauptstadt von Gharb Darfur, nach einer Woche der Kämpfe mit mehr als 200 getöteten Menschen.
Die Zahl der sudanesischen Flüchtlinge aufgrund des anhaltenden Bürgerkriegs übersteigte 100.000 nach nur wenigen Tagen.

### 3. Mai
Das südsudanesische Außenministerium gab bekannt, dass im Sudan ein siebentägiger Waffenstillstand vom 4. bis 11. Mai vereinbart wurde.
Australiens Royal Australian Air Force evakuierte 36 Australier aus dem Sudan, Berichten zufolge über Nacht.

### 4. Mai
Die Konfrontationen in Khartum setzten sich fort, und es wurden Granateneinschläge in Omdurman gemeldet. Laut der sudanesischen Regierung wurden seit dem Beginn des Konflikts am 15. April fast 5.000 Menschen verletzt.

### 6. Mai
Die türkische Regierung kündigte an, ihre Botschaft nach Port Sudan zu verlegen, nachdem das Auto des türkischen Botschafters in Khartum von Schüssen getroffen worden war. Beide Konfliktparteien beschuldigten die jeweils andere Seite, für den Angriff verantwortlich zu sein.

### 7. Mai
Menschenrechtler beschuldigten Eritrea der erzwungenen „Abschiebung“ und „Rückführung“ von 3.500 Eritreern aus dem Sudan in die Stadt Tesseney und andere Städte nahe der sudanesisch-eritreischen Grenze.